# ＃現實高中
《#現實高中》（英語：#RealityHigh）是一部2017年美國校園喜劇片，由費南多·雷布里哈執導。電影主演包括內斯塔·瑪麗·庫珀、凱特·華許、約翰·麥可·希金斯。定於2017年9月8日在Netflix上發行。

## 劇情
書呆子女高中生丹妮終於讓愛慕已久的對象將目光擺在自己身上，此舉卻惹毛他的網紅前女友。

## 演員
- 內斯塔·瑪麗·庫珀
- 凱特·華許
- 約翰·麥可·希金斯
- 凱斯·鮑爾斯

## 發行
《#現實高中》定於2017年9月8日在Netflix上發行。

## 外部連結
- 官方網站（页面存档备份，存于）（英文）
- 互联网电影数据库（IMDb）上《#現實高中》的资料（英文）
- 爛番茄上《#Realityhigh》的資料（英文）
- Metacritic上《#Realityhigh》的資料（英文）